# Chorthippus vagans
Espèce
Chorthippus vagans, le criquet des pins, est une espèce de criquets de la famille des Acrididae.

## Dénominations
Chorthippus vagans a été nommé par Eversmann en 1848.
Synonymes : Chorthippus (Glyptobothrus) vagans si on inclut le sous-genre ; Chorthippus vagans vagans (Eversmann, 1848) ; Glyptobothrus vagans Eversmann ; Stauroderus vagans Eversmann ; Glyptobothrus eckerleini Harz, 1975.

## Description

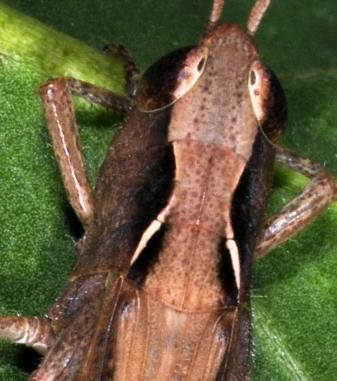
Pronotum anguleux.

De couleur générale gris-brun sombre à jaunâtre, ou brun-rouge, l'extrémité de l'abdomen est orangé. Les arêtes supérieures du pronotum sont anguleuses, présentent une bande noire surmontée d'une fine ligne blanche. La longueur du corps varie de 12 à 15 mm chez le mâle et de 16 à 22 mm chez la femelle. Les extrémités des ailes atteignent environ les genoux postérieurs.

## Distribution
Cette espèce se rencontre en Europe occidentale mais son aire est mal connue car il a souvent été confondu avec Chorthippus biguttulus. En France, il occuperait tout le territoire métropolitain sauf le nord-ouest (de la Somme au Nord). Absent de Corse.

## Biotope et stridulation
Réside dans des lieux chauds à couvert végétal clairsemé (forêts claires de pins, lisières ensoleillées, landes rocailleuses, dunes).
La stridulation est composée de notes grinçantes, émises à raison de 5 par seconde environ et répétées en longues émissions de durée variable et séparées par de brefs silences.